# ژان-باپتیست بوردا
ژان-باپتیست بوردا (به فرانسوی: Jean-Baptiste Bordas‎؛ ۸ ژانویهٔ ۱۹۳۸ – ۷ مارس ۲۰۲۴) بازیکن فوتبال اهل فرانسه بود.

## سوابق‌باشگاهی
از جمله باشگاه‌هایی که وی در آن‌ها بازی کرده‌، می‌توان به باشگاه فوتبال لو آور و باشگاه فوتبال سن-اتین اشاره کرد.
وی همچنین در تیم ملی فوتبال فرانسه سابقهٔ بازی دارد.

## درگذشت
بوردا، در ۷ مارس ۲۰۲۴، در سن ۸۶ سالگی درگذشت.